# ペドロ・エンヒキ・ヒベイロ・ゴンサウヴェス
ペドロ・エンヒキ (Pedro Henrique) ことペドロ・エンヒキ・ヒベイロ・ゴンサウヴェス（Pedro Henrique Ribeiro Gonçalves, 1995年10月2日 - ）は、ブラジル・サンタカタリーナ州ラウロ・ミューレル出身のサッカー選手。SCコリンチャンス・パウリスタ所属。ポジションはDF（センターバック）。

## クラブ歴
2012年にSCコリンチャンス・パウリスタの下部組織に入団。2013年にフラメンゴ-SPにレンタルに出され、同年のコパ・サンパウロ・ジ・フチボウ・ジュニオールに参加した。その後コリンチャンスに復帰し2014年と2015年にU20カンピオナート・パウリスタで優勝。2014年のU20カンピオナート・ブラジレイロ、2015年のコパ・サンパウロ・ジ・フチボウ・ジュニオールのタイトルも獲得した。
2014年2月にトップチームに昇格したが、同年内に試合に出場する事はなく、練習参加とベンチ入りを果たしたのみであった。2015年1月にアメリカ合衆国フロリダ州で行われた1.FCケルンとのプレシーズンマッチで後半開始から投入されてトップチーム初出場。その後はカンピオナート・ブラジレイロ・セリエB所属のCAブラガンチーノに期限付き移籍し、4試合に出場した。
コリンチャンスでの公式戦初出場は2016年6月4日となり、この試合でスターティングメンバーとして2-1の勝利に貢献した。
2019年にアトレチコ・パラナエンセに期限付き移籍。Jリーグカップ/コパ・スダメリカーナ王者決定戦2019にスターティングメンバーとして出場し、個人としては初めての国際タイトルを獲得した。

## タイトル
コリンチャンス
- カンピオナート・ブラジレイロ・セリエA : 2015, 2017
- カンピオナート・パウリスタ : 2017, 2018, 2019

アトレチコ・パラナエンセ
- Jリーグカップ/コパ・スダメリカーナ王者決定戦 : 2019